# Saujac
Saujac là một xã ở tỉnh Aveyron, thuộc vùng Occitanie ở miền nam nước Pháp.

## Dân số
| Năm | 1962 | 1968 | 1975 | 1982 | 1990 | 1999 |
| --- | ---- | ---- | ---- | ---- | ---- | ---- |
| Dân số | 157  | 172  | 161  | 155  | 136  | 139  |
| From the year 1968 on: No double counting—residents of multiple communes (e.g. students and military personnel) are counted only once. |      |      |      |      |      |      |